# قيمة مقاومة حرارية

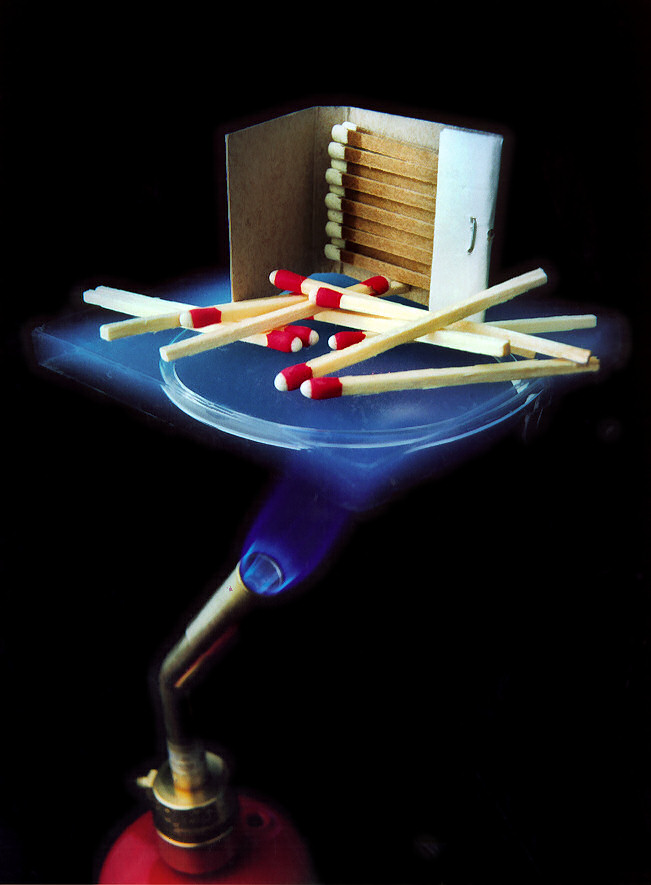

قيمة المقاومة الحرارية أو قيمة آر في مجال البناء والإنشاءات مقياس لمدى مقاومة حاجز ثنائي الأبعاد، كطبقة عازلة أو نافذة أو جدار أو سقف بأكمله للتدفق الحراري بالموصلية الحرارية. قيمة المقاومة الحرارية هي الفرق المطلوب في درجات الحرارة لواحدة التدفق الحراري للإبقاء على تدفق حراري واحدي بين السطحين الساخن والبارد لحاجز تحت شروط عمل في الحالة المستقرة.
قيمة آر هو المصطلح المستخدم في مجال البناء للمقاومة الحرارية «منسوبةً لواحدة المساحة». يشار لها أحيانًا بقيمة آر إي آي عندما تعطى بالواحدات الدولية (إس آي أو الواحدات المترية). يمكن أن تعطى قيمة المقاومة الحرارية لمادة (مثلًا رغوة البولي إيثيلين)، أو لتركيبة من مجموعة مواد (كجدار أو نافذة). في حالة إعطائها لمادة، يعبر عنها عادةً بالنسبة إلى واحدة الطول (مثلًا لكل إنش أو متر من السماكة). قيم المقاومة الحرارية قابلة للجمع لأجل طبقات المواد، وكلما ارتفعت قيمها تحسن الأداء (للعازل الحراري).
المعامل يو أو قيمة يو مصطلح يعبر عن معامل انتقال الحرارة الكلي الذي يصف جودة توصيل عنصر من المبنى للحرارة أو معدل انتقال الحرارة (بالواط) المار عبر متر مربع واحد من بنية مقسومًا على فرق درجات الحرارة بين طرفي البنية. عادةً ما تكون العناصر تجميعات من عدة طبقات من المكونات كتلك التي تكون الأسقف/الأسطح/الجدران على سبيل المثال. يقيس المعامل معدل انتقال الحرارة عبر عنصر من المبنى على امتداد مساحةٍ معطاةٍ تحت شروط معيارية. الشروط المعيارية المعتادة هي فرق درجات حرارة مقداره 24 درجة مئوية (43.2 درجة فهرنهايت)، عند رطوبة 50% ودون وجود رياح (انخفاض معامل انتقال الحرارة الكلي أفضل لأغراض العزل وتقليل الناقلية الحرارية). يعبر عن المعامل بواحدة الواط للمتر المربع كلفن (W/m2⋅K). ما يعني أن ارتفاع قيمته يعني أداءً أسوأ لغلاف المبنى العازل. يشير انخفاض معامل انتقال الحرارة الكلي عادةً إلى مستويات عزل مرتفعة. قيمه مفيدة كطريقة لتوقع السلوك المركب لعنصر المبنى بأكمله بدلًا من الاعتماد على خصائص المواد الإفرادية.

## تعريف قيمة المقاومة الحرارية
{\displaystyle R_{\text{val}}={\frac {\Delta T}{\phi _{q}}}}
حيث:
- {\displaystyle R_{\text{val}}}: قيمة المقاومة الحرارية
- {\displaystyle \Delta T}: الفرق في درجات الحرارة بين السطحين الساخن والبارد للحاجز
- {\displaystyle \phi _{q}}: التدفق الحراري عبر الحاجز

تقيس قيمة المقاومة الحرارية لواحدة مساحة السطح المكشوف للحاجز المقاومة الحرارية المطلقة للحاجز
{\displaystyle {\frac {R_{\text{val}}}{A}}=R}
حيث:
- {\displaystyle R_{\text{val}}}: قيمة المقاومة الحرارية (K⋅W−1⋅m2)
- {\displaystyle A}: مساحة السطح المكشوف للحاجز (m2)
- {\displaystyle R}: المقاومة الحرارية المطلقة (K⋅W−1)

المقاومة الحرارية المطلقة {\displaystyle R}{\displaystyle R}R{\displaystyle R}، تكمم الفرق المطلوب في درجات الحرارة منسوبًا لواحدة معدل الجريان الحراري للحفاظ على معدل جريان حراري واحدي. ينتج ارتباك أحيانًا نتيجة استخدام بعض المراجع لمصطلح المقاومة الحرارية لوصف الفرق في درجات الحرارة منسوبًا إلى واحدة التدفق الحراري. ينشأ ارتباك آخر عن استخدام بعض المراجع للحرف آر للإشارة إلى الفرق في درجات الحرارة منسوبًا لواحدة التدفق الحراري في حين تستخدمه مراجع أخرى للدلالة على الفرق في درجات الحرارة منسوبًا لمعدل جريان الحرارة. يستخدم هذا المقال مصطلح المقاومة الحرارية المطلقة لوصف نسبة الفرق في درجات الحرارة إلى واحدة معدل الجريان الحراري والمصطلح قيمة المقاومة الحرارية أو قيمة آر للدلالة على الفرق في درجات الحرارة منسوبًا إلى واحدة التدفق الحراري.
في أي مكان، كلما ازدادت قيمة آر ازدادت المقاومة الحرارية، وبالتالي تتحسن خصائص العزل للحاجز. تستخدم قيم آر في وصف فعالية عزل مادة وفي تحليل ودراسة جريان الحرارة عبر التجميعات (كالجدران والأسقف والنوافذ) عند شروط حالة مستقرة. يقاد جريان الحرارة عبر حاجز ما عن طريق الفرق الحراري بين سطحيه، وتكمم قيمة آر جودة مقاومة الجسم لهذه القيادة: يعطي الفرق في درجات الحرارة عند تقسميه على قيمة آر وضربه بمساحة السطح المكشوف للحاجز معدل الجريان الكلي للحرارة عبر الحاجز مقاسًا بالواط أو بالواحدة الحرارية البريطانية (بي تي يو) لكل ساعة.
{\displaystyle \phi ={\frac {\Delta T\cdot A}{R_{\text{val}}}}}
حيث:
- {\displaystyle R_{\text{val}}}: قيمة المقاومة الحرارية (K⋅m2/W)
- {\displaystyle \Delta T}: الفرق الحراري (K) بين السطحين الساخن والبارد للحاجز
- {\displaystyle A}: مساحة سطح الحاجز المكشوف (m2)
- {\displaystyle \phi }: معدل جريان الحرارة (W) عبر الحاجز

طالما أن المواد المعنية أجسام صلبة كثيفة على تلامس مباشر، فإن قيم المقاومة الحرارية قابلة للجمع؛ على سبيل المثال، قيمة المقاومة الحرارية الكلية لحاجز مكون من عدة طبقات من المادة هي مجموع قيم المقاومات الحرارية للطبقات.

## قيم المقاومة الحرارية بالواحدات الدولية
لاحظ أن قيمة آر هو المصطلح الرائج في مجال البناء لما يعرف في سياقات أخرى باسم «المقاومة الحرارية» «لواحدة المساحة». تُكتب أحيانًا قيمة آر إس آي عند استعمال الواحدات الدولية (المترية، إس آي). يمكن إعطاء قيمة آر لمادة (مثلًا لرغوة البولي إيثيلين)، أو لتركيبة من مجموعة مواد (كجدار أو نافذة). في حالة إعطائها لمادة، يعبر عنها عادةً بالنسبة إلى واحدة الطول (مثلًا لكل إنش أو متر من السماكة). ويمكن للأخيرة أن تكون مضللة في حالة العوازل الحرارية منخفضة الكثافة للأبنية، التي لا تكون قيم المقاومة الحرارية فيها قابلة للجمع: ففي حالة النوع من العوازل لا تكون قيم المقاومة الحرارية لواحدة الطول ثابتةً بازدياد سماكة المادة، بل تنخفض عادةً.
لا يُصرح عادةً بوضوح عن واحدات قيمة آر، وبالتالي فمن المهم فهم الواحدات المستخدمة من السياق: فقيم المقاومة الحرارية المعبر عنها بواحدات آي بّي (إنش-باوند) تكون أكبر بما يقارب 5.68 ضعفًا من قيمها عند التعبير عنها بالواحدات الدولية، وهكذا، على سبيل المثال، يكون لنافذة لها القيمة آر-2 بواحدات الإنش-باوند قيمة مكافئة بالواحدات الدولية (آر إس آي) 0.35 (إذ أن 2/5.68 = 0.35). لا يوجد فرق في قيم آر بين الواحدات الأمريكية والبريطانية.

## قيمة آر الظاهرية
كلما كانت المادة أكثر قدرة على توصيل الحرارة، كما يتبين من موصليتها الحرارية، كلما انخفضت قيمة المقاومة الحرارية. من جهة أخرى، كلما كانت المادة أسمك، ارتفعت قيمة مقاومتها الحرارية. أحيانًا تساهم عمليات انتقال الحرارة غير التوصيل الحراري (وهي الحمل والإشعاع) بشكل كبير في انتقال الحرارة ضمن المادة. في تلك الحالات، من المفيد تعريف «الموصلية الحرارية الظاهرية»، التي تعبر عن أثر كل من الأنواع الثلاث من العمليات، ولتعريف قيمة آر بشكل أكثر عمومية على أنها سماكة عينة مقسومة على موصليتها الحرارية الظاهرية. بعض المعادلات التي تربط بين قيمة المقاومة الحرارية المعممة هذه، والتي تعرف أيضًا باسم قيمة آر الظاهرية، وبين كميات أخرى:
{\displaystyle R_{\text{val}}^{\prime }={\frac {\Delta x}{k^{\prime }}}={\frac {1}{U_{\text{val}}}}=\Delta x\times r^{\prime }}
حيث:
- {\displaystyle R_{\text{val}}^{\prime }}: قيمة المقاومة الحرارية الظاهرية (K/W) عبر سماكة العينة
- {\displaystyle \Delta x}: السماكة (m) الخاصة بالعينة (مقاسةً على مسار موازٍ لجريان الحرارة)
- {\displaystyle k^{\prime }}: الموصلية الحرارية الظاهرية للمادة (W/(K·m)
- {\displaystyle U_{\text{val}}}: الناقلية الحرارية أو «قيمة يو» للمادة (W/K)
- {\displaystyle r^{\prime }={k^{\prime }}^{-1}}: المقاومة الحرارية الظاهرية للمادة (K·m/W)

تكمم قيمة آر الظاهرية الكمية الفيزيائية المعروفة باسم العزل الحراري.
بكل الأحوال، لا يأتي هذا التعميم دون مقابل، فقيم المقاومة الحرارية التي تشمل عمليات غير توصيلية لا يمكن جمعها ويمكن أن تعتمد بشدة على درجة الحرارة. وتعتمد قيمة المقاومة الحرارية لكل إنش بشكل عام على السماكة، بحيث تتناقص دائمًا تقريبًا بازدياد السماكة (باستثناء البولي إيزوسيانوريت («البولي إيزو») الذي تزداد قيمة مقاومته الحرارية لواحدة الطول بازدياد السماكة)، ويلاحظ هذا الاعتماد خصوصًا في حالة مادة مسامية أو سائبة. لأسباب مشابهة، تعتمد قيمة المقاومة الحرارية لكل إنش أيضًا على درجة حرارة المادة، وتزداد عادةً بانخفاض درجة الحرارة (باستثناء البولي إيزو مرةً أخرى). يمكن لفيبر غلاس له القيمة الاسمية آر-13 أن يأخذ القيمة آر-14 عند درجة حرارة -12 درجة مئوية (10 درجات فهرنهايت) وآر-12 عند درجة حرارة 43 درجة مئوية (109 درجة فهرنهايت). بكل الأحوال، من الشائع في مجال الإنشاءات معاملة قيم المقاومة الحرارية على أنها غير متعلقة بدرجة الحرارة. لاحظ أن قيمة المقاومة الحرارية لا تأخذ بالحسبان العمليات الحملية أو الإشعاعية عند سطح المادة، ما يمكن أن يكون عاملًا مهمًّا في بعض التطبيقات.
قيمة المقاومة الحرارية هي مقلوب الناقلية الحرارية (المعامل يو) لمادة أو تركيبة مواد. يفضل العاملون في الإنشاءات في الولايات المتحدة استخدام قيم المقاومة الحرارية، بكل الأحوال، لأنها قابلة للجمع ولأن القيم الأكبر تعني عزلًا أفضل، وكلا السببين لا تحققه معاملات يو (معامل الناقلية الحرارية الكلية).